# Leo Dorner
Leopold "Leo" Dorner (* 25. Dezember 1947 in Sopron) ist ein österreichischer Philosoph. Schwerpunkte seiner Arbeit sind philosophische Anmerkungen zu nationalen und internationalen politischen Entwicklungen sowie Musikphilosophie.

## Ausbildung und Werdegang
Nach der Flucht aus Sopron nach Österreich (1948) verbrachte Dorner seine Kindheit und Schulzeit in Leoben. Es folgten Studien in Philosophie, Musikwissenschaft, Pädagogik und Komposition an der Universität bzw. Hochschule für Musik und darstellende Kunst in Wien. 1979 übersiedelte Dorner mit seiner Familie nach Linz und begann seine Arbeit am damaligen Bruckner-Konservatorium bzw. der heutigen Anton Bruckner Privatuniversität in Linz: Unterrichtstätigkeit, wissenschaftlicher Dienst und Bibliotheksleitung; Lehraufträge zu philosophischen und musikwissenschaftlichen Themen; Vorträge im In- und Ausland. Zusätzlich unterrichtete Dorner an der Europäischen Journalismusakademie (EJA) in Wien 2008.

## Werke (Auswahl)
- Studien zu den formalen Grundlagen des tonalen Systems im 19. Jahrhundert. (Dissertation) (Tutzing 1977)
- Mimetikon I+II. (Düsseldorf 1999).
- Das Philosophon. Essays zur Musik. (Würzburg 2005).
- Traktat über vormoderne und moderne Kunst. (Würzburg 2010).